# Rud Sogn
Rud Sogn er et sogn i Favrskov Provsti (Århus Stift).
I 1800-tallet var Rud Sogn anneks til Voldum Sogn. Begge sogne hørte til Galten Herred i Randers Amt. Rud Sogn tilhørte Voldum-Rud Kommune fra 1842 til 1970. Kommunen blev ved kommunalreformen i 1970 indlemmet i Hadsten Kommune, som ved strukturreformen i 2007 indgik i Favrskov Kommune.
I Rud Sogn ligger Rud Kirke.
I sognet findes følgende autoriserede stednavne:
- Alstrupgård (ejerlav, landbrugsejendom)
- Bramstrup (bebyggelse)
- Drostrup Gårde (bebyggelse, ejerlav)
- Hallendrup (bebyggelse, ejerlav)
- Nielstrup Mark (bebyggelse)
- Nielstrup (bebyggelse, ejerlav)
- Rud (bebyggelse)
- Stobdrup Gårde (bebyggelse)
- Vandstedet (bebyggelse)